# Ectropis cunearia
Ectropis cunearia là một loài bướm đêm trong họ Geometridae.